# Albania na letnich igrzyskach olimpijskich
Reprezentanci Albanii występują na letnich igrzyskach olimpijskich od 1972 roku. Od tego czasu na IO wystąpili siedmiokrotnie (Albańczyków nie było w Montrealu, Moskwie, Los Angeles i Seulu).
Do tej pory Albania zdobyła dwa medale podczas letnich igrzysk olimpijskich.

## Klasyfikacja medalowa
| Miejsce             |                   |                   |                   | Razem             |
| ------------------- | ----------------- | ----------------- | ----------------- | ----------------- |
| 1972 Monachium      | 0                 | 0                 | 0                 | 0                 |
| 1976 Montreal       | nie brała udziału | nie brała udziału | nie brała udziału | nie brała udziału |
| 1980 Moskwa         | nie brała udziału | nie brała udziału | nie brała udziału | nie brała udziału |
| 1984 L.A.           | nie brała udziału | nie brała udziału | nie brała udziału | nie brała udziału |
| 1988 Seul           | nie brała udziału | nie brała udziału | nie brała udziału | nie brała udziału |
| 1992 Barcelona      | 0                 | 0                 | 0                 | 0                 |
| 1996 Atlanta        | 0                 | 0                 | 0                 | 0                 |
| 2000 Sydney         | 0                 | 0                 | 0                 | 0                 |
| 2004 Ateny          | 0                 | 0                 | 0                 | 0                 |
| 2008 Pekin          | 0                 | 0                 | 0                 | 0                 |
| 2012 Londyn         | 0                 | 0                 | 0                 | 0                 |
| 2016 Rio de Janeiro | 0                 | 0                 | 0                 | 0                 |
| 2020 Tokio          | 0                 | 0                 | 0                 | 0                 |
| 2024 Paryż          | 0                 | 0                 | 2                 | 2                 |

## Medaliści letnich igrzysk olimpijskich pochodzący z Albanii

### Złote medale
Brak

### Srebrne medale
Brak

### Brązowe medale
- Isłam Dudajew (Paryż 2024) - zapasy, 65 kg, styl wolny
- Czermien Walijew (Paryż 2024) - zapasy, 74 kg, styl wolny